# Strzelba Remington 11-87
Remington 11-87 – strzelba samopowtarzalna produkowana przez Remington Arms. Bazuje ona na strzelbie Remington 1100 i po raz pierwszy zaprezentowano ją w 1987 roku.